# Mantle Fielding
Mantle Fielding (geboren am 30. September 1865 in New York; gestorben am 27. März 1941 in Chestnut Hill, Philadelphia) war ein US-amerikanischer Architekt, Designer und Kunsthistoriker sowie Autor von Büchern zu den Themen Malerei und Kupferstich.

## Leben
Fielding war der Sohn Mantle Fieldings und dessen Frau Anna M. (geborene Stone). Er absolvierte 1883 die Academy in Germantown in Philadelphia und studierte anschließend für ein Jahr Architektur am Massachusetts Institute of Technology. Er ließ sich als Architekt in Philadelphia nieder und eröffnete dort 1889 ein eigenständiges Büro (110 South 4th Street), das er bis 1938 dort betrieb. Seine architektonischen Arbeiten konzentrierten sich auf die Gestaltung von Wohngebäuden. Überregional bekannt wurde er durch sein 1926 herausgegebenes Dictionary of American Painters, Sculptors and Engravers, das biografische Informationen zu amerikanischen Künstlern beinhaltet. Er war Mitglied der Historical Society of Pennsylvania (HSP), der Pennsylvania Academy of the Fine Arts, im Philadelphia Art Club und der Walpole Society.
Fielding war mit der Tennisspielerin Amy Reeve (geborene Williams) verheiratet und lebte mit seiner Familie lange Zeit in Germantown und später in der W. Springfield Avenue in Chestnut Hill, Philadelphia. Ihre Kinder waren Richard M. Fielding und Frances Fielding (verheiratete Scott).

## Werke (Auswahl)
Architektur

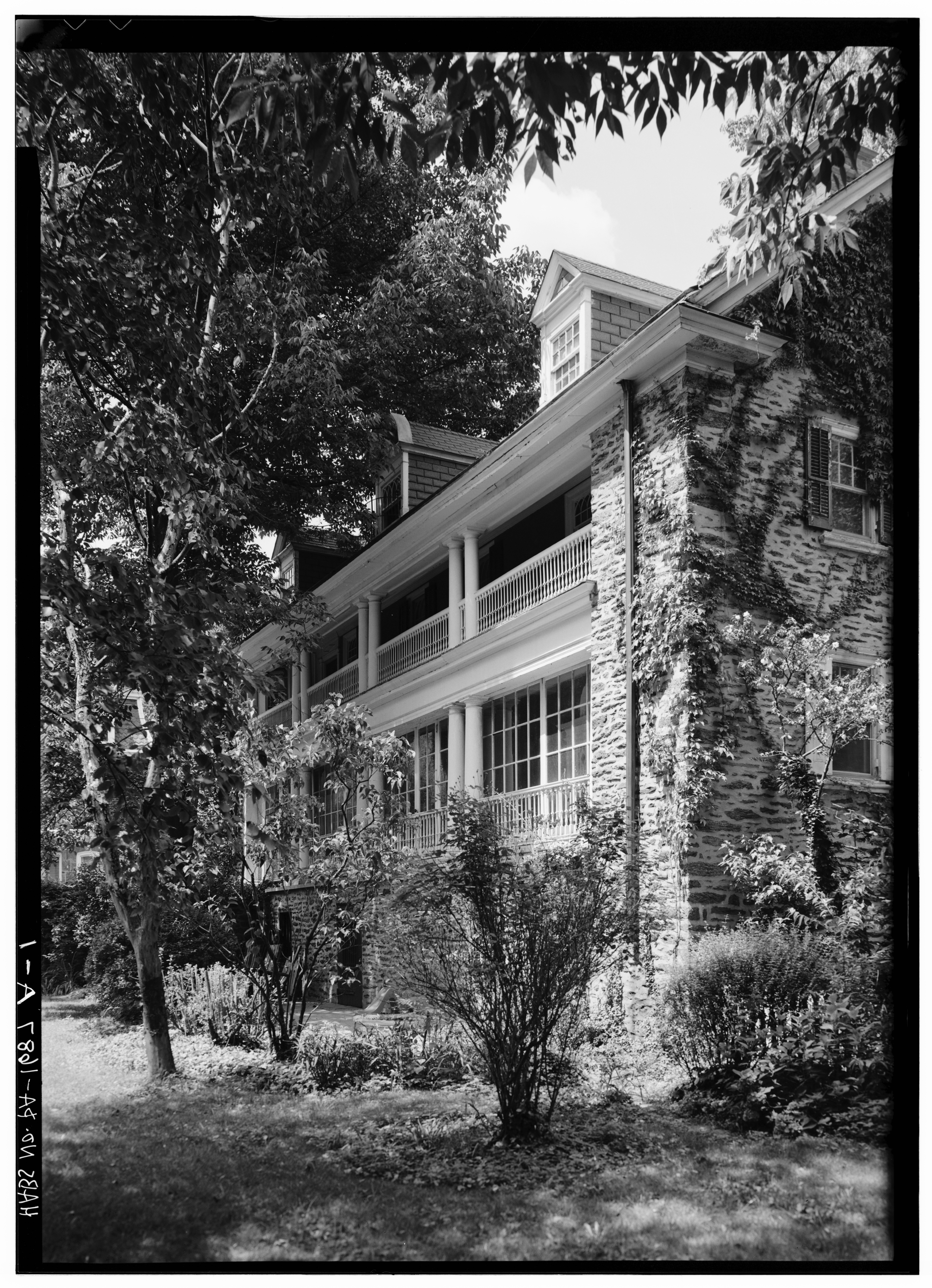
Haus in Philadelphia

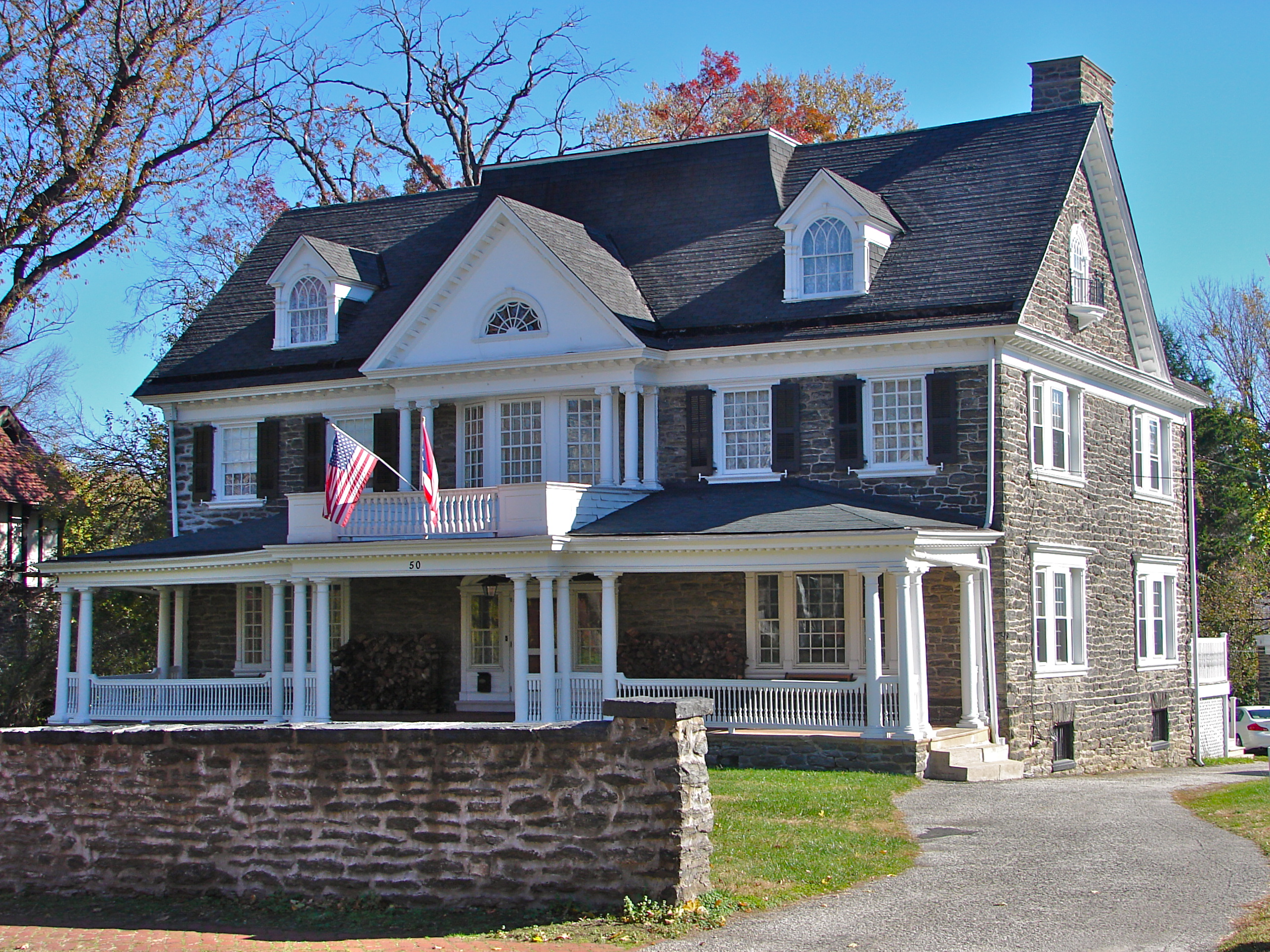
Comawaben (1899), Design: Fielding

- um 1890: „The Barn“ Mantle Fieldings Residence in Germantown[4]
- um 1891: Das Gebäude der Abington YMCA in Germantown[5]
- 1914: Design eines Hauses in der Bent Road 318 in Wyncote[6]

Publikationen
- Paintings By Gilbert Stuart not mentioned in Mason’s Life of Stuart. In: Pennsylvania Magazine of History and Biography. Band 38, 1914, S. 311–334 (babel.hathitrust.org).
- American Engravers upon Copper and Steel: Biographical Sketches and Check lists of Engravings. A Supplement to David McNeely Stauffer’s American Engravers Philadelphia 1917 (babel.hathitrust.org).
- mit Edward Biddle: The life and works of Thomas Sully [1783–1872]. The Wickenham Press, Philadelphia 1921 (archive.org).
- Dictionary of American Painters, Sculptors and Engravers – from Colonial times through 1926. P. A. Stroock, Flushing, N.Y. 1926 (Nachdruck 1960, babel.hathitrust.org).

## Sportliche Erfolge
Gemeinsam mit seiner späteren Frau kam er in den Jahren 1895 und 1896 bei den Tennisturnieren der US Open in der Disziplin gemischtes Doppel bis in die Endrunde.
| Jahr | Team 1                                | Team 2                          | Ergebnis        |
| ---- | ------------------------------------- | ------------------------------- | --------------- |
| 1896 | Juliette P. Atkinson Edwin P. Fischer | Amy R. Williams Mantle Fielding | 6:2 – 6:3 – 6:3 |
| 1895 | Juliette P. Atkinson Edwin P. Fischer | Amy R. Williams Mantle Fielding | 4:6 – 8:6 – 6:2 |